# Horní Hedeč
Horní Hedeč (německy Oberheidisch) je osada a část města Králíky v okrese Ústí nad Orlicí. Nachází se asi čtyři kilometry východně od Králík. Horní Hedeč leží v katastrálním území Červený Potok o výměře 5,05 km².

## Historie
První písemná zmínka o vesnici pochází z roku 1577.
| Rok            | 1869 | 1880 | 1890 | 1900 | 1910 | 1921 | 1930 | 1950 | 1961 | 1970 | 1980 | 1991 | 2001 | 2011 | 2021 |
| -------------- | ---- | ---- | ---- | ---- | ---- | ---- | ---- | ---- | ---- | ---- | ---- | ---- | ---- | ---- | ---- |
| Počet obyvatel | 110  | 132  | 128  | 123  | 121  | 110  | 95   | 25   | 8    | 15   | 12   | 10   | 8    | 12   | 9    |

## Další fotografie

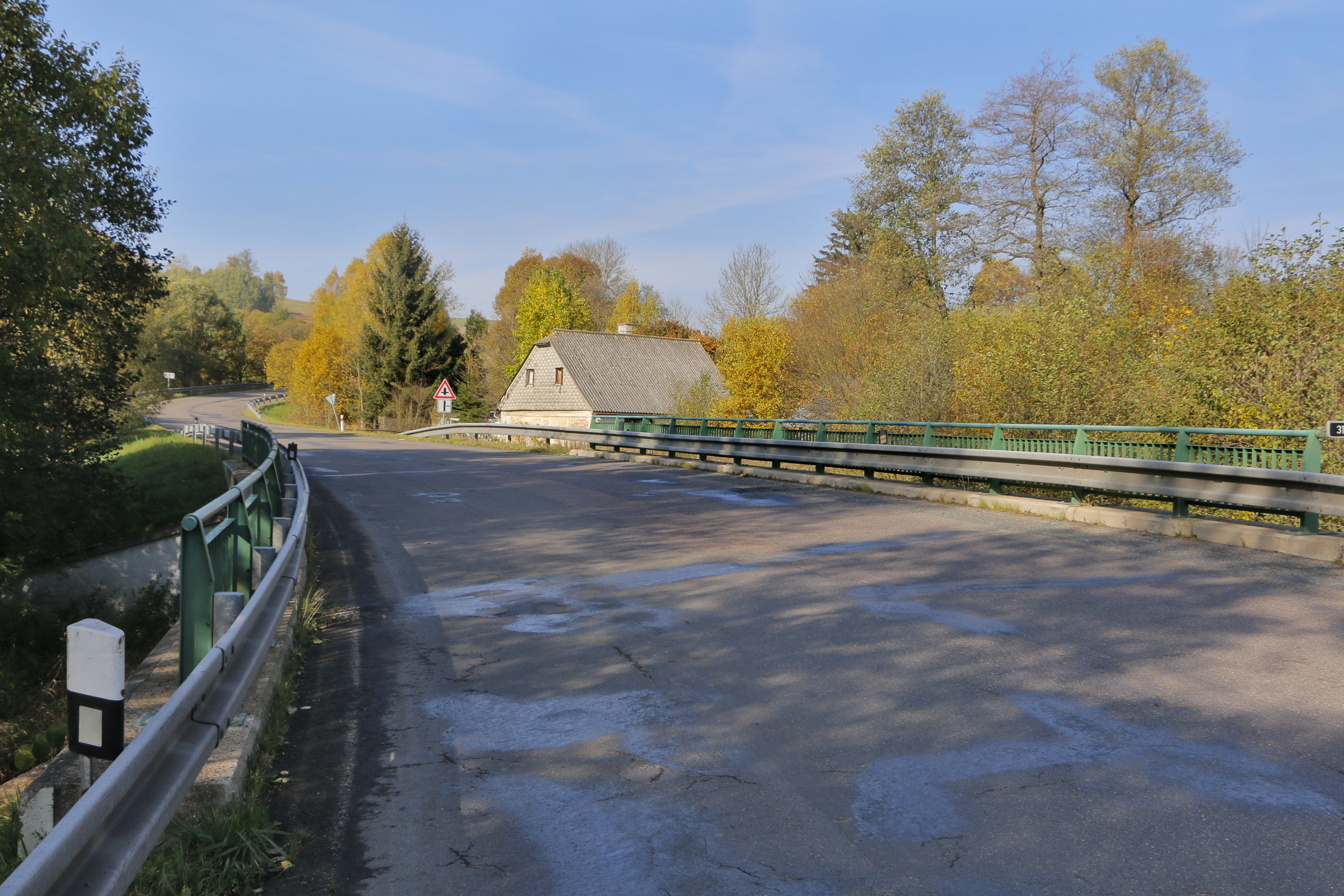
Silnice II. třídy 312 ve vsi
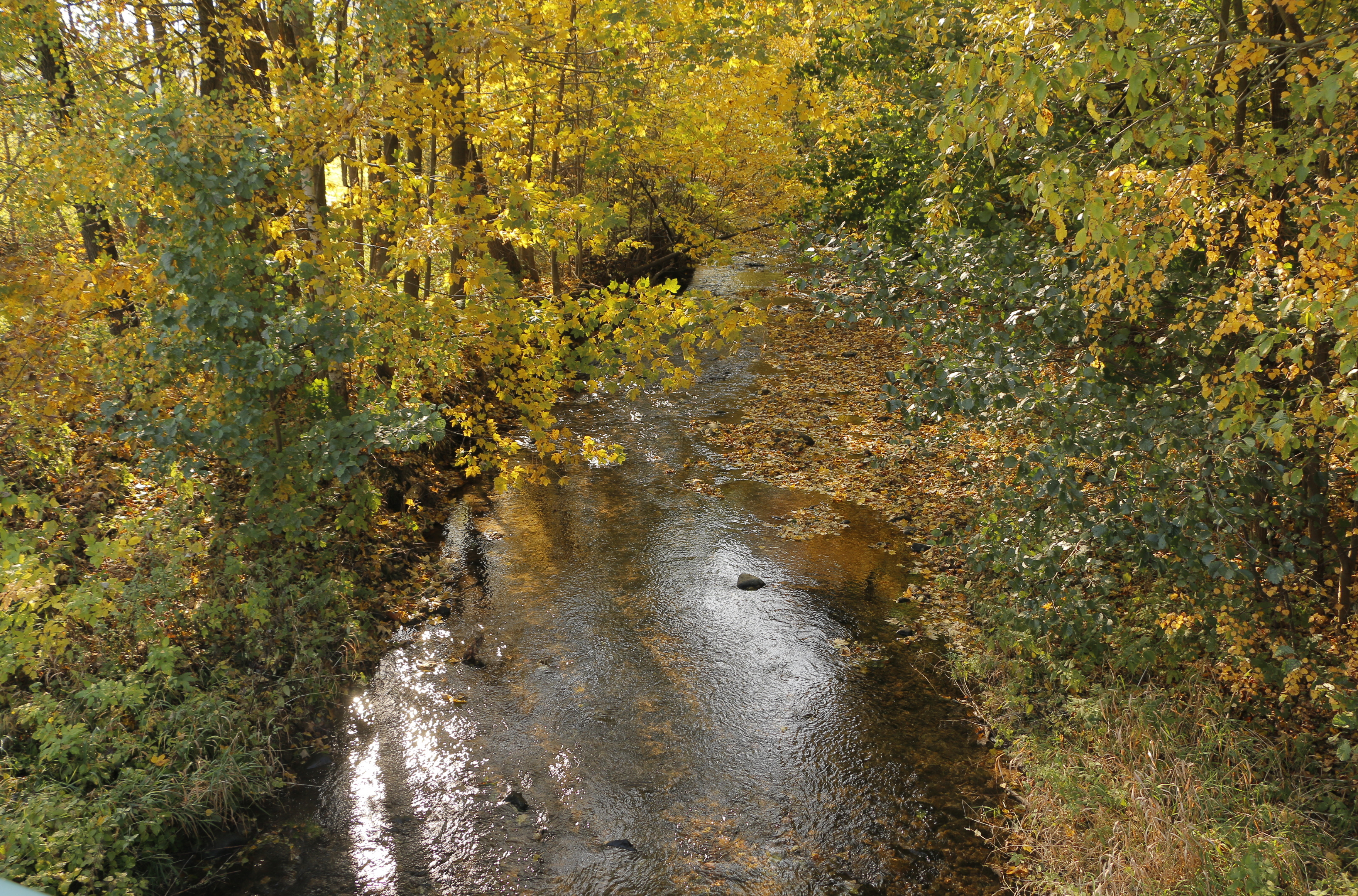
Řeka Morava
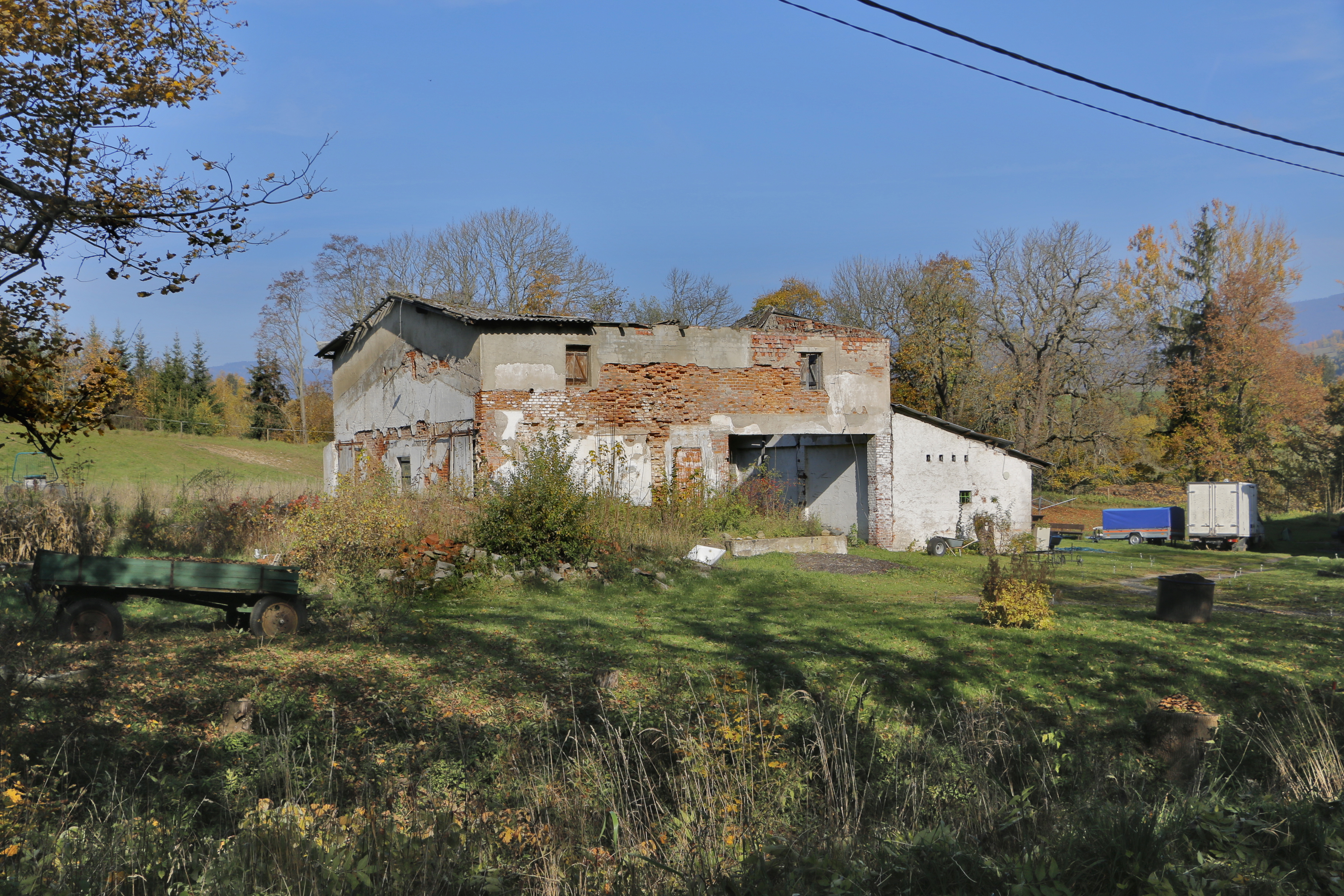
Ruiny na farmě